# Landvaettir
Landvaettir (staroisl. duchy ziemi) – w mitologii nordyckiej były to opiekuńcze istoty związane z ziemią, dające ludziom i krajowi szczęście. Zamieszkiwały wzgórza, rzeki, kamienie itp. W razie konieczności potrafiły przybierać kształt krasnali albo zwierząt.

## Landvaettir w Islandii
Najbardziej znane są Landvaettir Islandzkie, opisane w "Sadze o królu Olafie Tryggvassonie", wchodzącej w skład XIII-wiecznego zbioru opowieści "Heimskringla". Według tej sagi Harald Sinozęby planował zaatakować Islandię i wysłał swojego szpiega pod postacią wieloryba, by sprawdził, gdzie najlepiej zacząć inwazję. Wieloryb spróbował zejść na ląd w okolicy Vopnafjörður, ale przeszkodził mu Landvaettir pod postacią smoka. Spróbował ponownie przy fiordzie Eyjafjörður, ale ponownie odpędził go duch opiekuńczy pod postacią orła lub gryfa. Z kolei południowego wybrzeża bronili Landvaettir w postaci wściekłego byka i skalnego olbrzyma. W efekcie wieloryb wrócił z niczym i Harald musiał porzucić plany ataku.
Islandczycy byli tak wdzięczni Landvaettir za opiekę nad swą wyspą, że umieścili ich wyobrażenia w swoim herbie.

Herb Islandii – tarczę herbową trzymają mityczne Landvaettir – duchy opiekuńcze Islandii